# Roewe RX8
La Roewe RX8 è un'autovettura prodotto dalla casa automobilistica cinese Roewe a partire dal 2018.

## Descrizione
La RX8, che ha debuttato nell'aprile 2018 al salone di Pechino, condivide la stessa piattaforma con la Maxus D90 ma accorciata di circa 10 cm, anch'essa sviluppata del gruppo SAIC. La vettura è disponibile sia in configurazione a cinque che sette posti. La meccanica, in comune con la Maxus D90, è caratterizzata dalla presenza di un motore da 2,0 litri quattro cilindri turbo montato in posizione anteriore longitudinale e trazione posteriore o, in opzione, integrale.